# Robin Bain
Robin Bain (Indiana; 12 de febrero de 1980) es una actriz, guionista, productora y directora de cine estadounidense.

## Carrera

### Primeros trabajos
Robin Bain se graduó de la Universidad del Sur de California y tiene una licenciatura en Teatro de la Escuela de Artes Dramáticas de la USC. Bain apareció en Playboy en 2002 y fue nombrada como una de las estrellas en ascenso de la revista Playboy en 2008. Bain actuó como actriz en la serie de comedia de NBC, The Real Wedding Crashers, Mind of Mencia de Comedy Central y junto a la estrella de rock Gene Simmons en un comercial que promociona su serie de televisión, Gene Simmons Family Jewels. Luego, Bain hizo apariciones especiales en The Tonight Show with Jay Leno y Real Time with Bill Maher.
Bain actuó como un personaje de acción en vivo en el programa animado Robot Chicken de Seth Green, ganador del premio Emmy, que se transmite en Adult Swim de Cartoon Network. También prestó su voz a varios personajes para el especial de Navidad de Robot Chicken del 2009.

### Guionista y directora
Robin Bain escribió, dirigió y produjo la película independiente Girl Lost, que habla de la dura realidad del tráfico sexual en los Estados Unidos. Girl Lost se lanzó en Amazon Prime Video en mayo de 2018. Bain lanzó una segunda película de Girl Lost como escritora, directora, productora y editora titulada Girl Lost: A Hollywood Story. La película es parte del esfuerzo continuo de Bain por crear conciencia sobre las trampas de la industria del sexo en Los Ángeles. Girl Lost: A Hollywood Story fue lanzado en Amazon Prime Video el 1 de diciembre de 2020 por Breaking Glass Pictures.

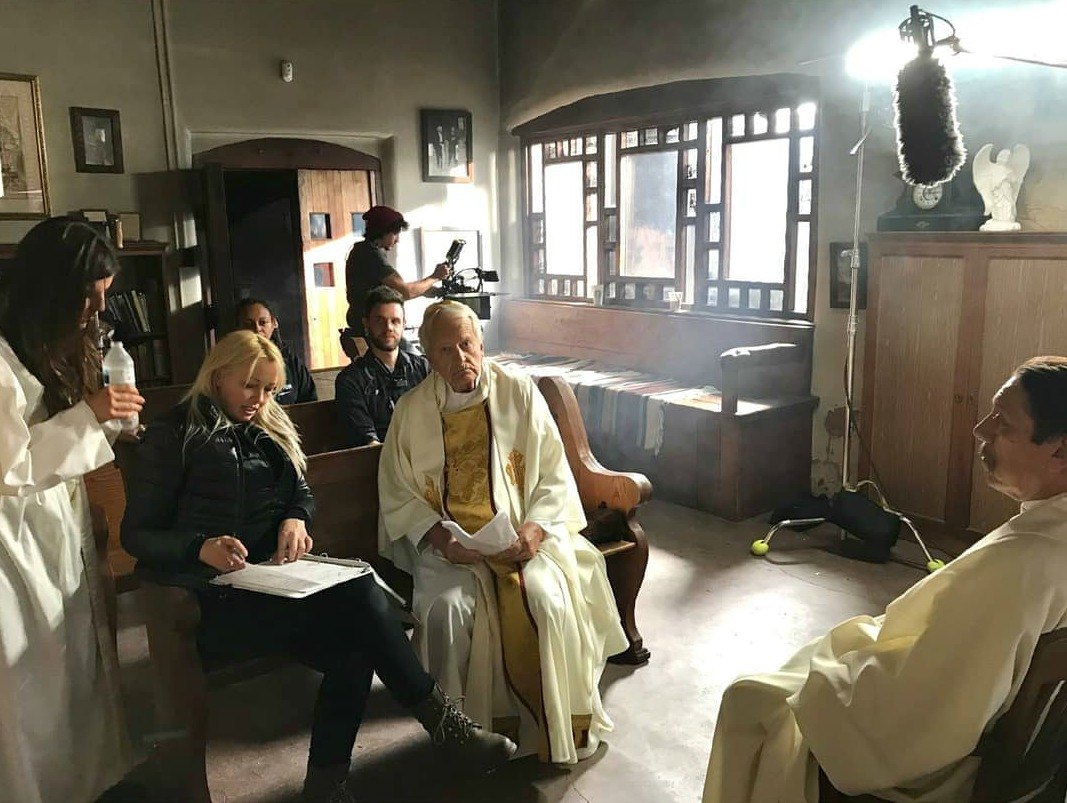
Robin Bain durante el rodaje de 'El último exorcista.

Bain dirigió el largometraje El último exorcista, protagonizado por Danny Trejo y Rachele Brooke Smith en 2020. Durante 2021, Bain dirigió y produjo la película Without You I'm Nothing, protagonizada por el actor Dolph Lundgren.
Bain es miembro de la Alianza de Mujeres Directoras. Es autora de Ms. In The Biz, un sitio web dedicado a las cineastas. A menudo orienta sus escritos hacia temas controvertidos sobre las mujeres en la industria cinematográfica.

## Vida personal
Bain es experta en armas de fuego. El padre de Bain se desempeñó como médico en el Ejército de los Estados Unidos.
Reside en Los Ángeles, California.

## Filmografía

### Cine
| Año  | Título                       | Director            | Rol       | Rol        | Rol   | Rol       | Rol                    | Nota         |
| Año  | Título                       | Director            | Dirección | Producción | Guion | Actuación | Papel                  | Nota         |
| ---- | ---------------------------- | ------------------- | --------- | ---------- | ----- | --------- | ---------------------- | ------------ |
| 1997 | Glam                         | Josh Evans          |           |            |       | Sí        | Patrona de restaurante |              |
| 2001 | Frankenbabe                  | Tim Aldridge        |           |            |       | Sí        | Frankenbabe            | Cortometraje |
| 2002 | Self Righteous Suicide       | Robin Bain          | Sí        | Sí         | Sí    |           | -                      | Cortometraje |
| 2003 | Paper Doll                   | Robin Bain          | Sí        | Sí         | Sí    | Sí        | Natasha                | Cortometraje |
| 2004 | Wishful Thinking             | Robin Bain          | Sí        | Sí         | Sí    |           | -                      | Cortometraje |
| 2010 | Eat Cake                     | Robin Bain          | Sí        | Sí         | Sí    | Sí        | Sheila                 | Cortometraje |
| 2010 | Nowhere to Run               | Robin Bain          | Sí        | Sí         | Sí    | Sí        | Claudia                | Cortometraje |
| 2011 | Hollywood Sex Wars           | Paul Sapiano        |           |            |       | Sí        | Julie Cantalopez       |              |
| 2012 | Beyond the Trophy            | Daniel J. Gillin    |           |            |       | Sí        | Patti                  |              |
| 2013 | 3 Geezers!                   | Michelle Schumacher |           |            |       | Sí        | Kari                   |              |
| 2013 | The Brides of Sodom          | Creep Creepersin    |           |            |       | Sí        | Sandy                  | [ 13 ]       |
| 2013 | Lip Service                  | Carlos Portugal     |           |            | Sí    |           | -                      |              |
| 2015 | The Cheater                  | Ci Ci Foster        |           |            |       | Sí        | Candy                  | Cortometraje |
| 2016 | Nowhereland                  | Robin Bain          | Sí        | Sí         | Sí    | Sí        | Kim                    |              |
| 2016 | EuroClub                     | Ali Zamani          |           |            |       | Sí        | Tiffany                |              |
| 2020 | The Last Exorcist            | Robin Bain          | Sí        |            | Sí    |           | -                      |              |
| 2020 | Girl Lost: A Hollywood Story | Robin Bain          | Sí        | Sí         | Sí    |           | -                      | [ 14 ]       |
| 2023 | Girls on Film                | Robin Bain          | Sí        | Sí         | Sí    |           | -                      | [ 15 ]       |

### Televisión
| Año       | Título                    | Papel                                           | Nota        |
| --------- | ------------------------- | ----------------------------------------------- | ----------- |
| 1994      | ManMaid                   |                                                 | Serie       |
| 1997      | The Larry Sanders Show    | Modelo                                          | 1 episodio  |
| 1997      | Extra                     | Modelo                                          | 1 episodio  |
| 2003      | Monster House             | Ver listaActriz Bailarina                       | 1 episodio  |
| 2007      | The Real Wedding Crashers | Robin                                           | 1 episodio  |
| 2007      | Mind of Mencia            | Enfermera sexy                                  | 1 episodio  |
| 2008-2009 | Robot Chicken             | Ver listaMadre Niña pequeña Mujer copo de nieve | 2 episodios |

## Premios y nominaciones
| Año  | Premio                                          | Categoría                     | Nominada por | Resultado |
| ---- | ----------------------------------------------- | ----------------------------- | ------------ | --------- |
| 2003 | SMMASH Film Festival                            | Mejor cortometraje            | Paper Doll   | Ganadora  |
| 2003 | SMMASH Film Festival                            | Mejor director                | Paper Doll   | Nominada  |
| 2003 | SMMASH Film Festival                            | Mejor actriz                  | Paper Doll   | Nominada  |
| 2003 | California Independent Film Festival            | Selección oficial             | Paper Doll   | Nominada  |
| 2016 | Independent Filmmakers Showcase Film Festival   | Mejor imagen                  | Nowhereland  | Ganadora  |
| 2016 | Independent Filmmakers Showcase Film Festival   | Mejor largometraje dramático  | Nowhereland  | Ganadora  |
| 2016 | Independent Filmmakers Showcase Film Festival   | Premio a elección del público | Nowhereland  | Ganadora  |
| 2016 | Accolade Global Film Competition                | Impacto dramático             | Nowhereland  | Ganadora  |
| 2016 | Accolade Global Film Competition                | Mujeres cineastas             | Nowhereland  | Ganadora  |
| 2016 | Accolade Global Film Competition                | Guion                         | Nowhereland  | Ganadora  |
| 2016 | Accolade Global Film Competition                | Dirección                     | Nowhereland  | Ganadora  |
| 2016 | The IndieFEST Film Awards                       | Mujeres cineastas             | Nowhereland  | Ganadora  |
| 2016 | The IndieFEST Film Awards                       | Guion                         | Nowhereland  | Ganadora  |
| 2016 | The IndieFEST Film Awards                       | Dirección                     | Nowhereland  | Ganadora  |
| 2017 | Guerilla Movie Making Awards                    | Mejor película                | Nowhereland  | Ganadora  |
| 2017 | Los Angeles Film Review Independent Film Awards | Premio de Plata               | Nowhereland  | Ganadora  |
| 2019 | Brufifest Brujo's Film Festival                 | Mejor director                | Girl Lost    | Ganadora  |